# پیازداغ

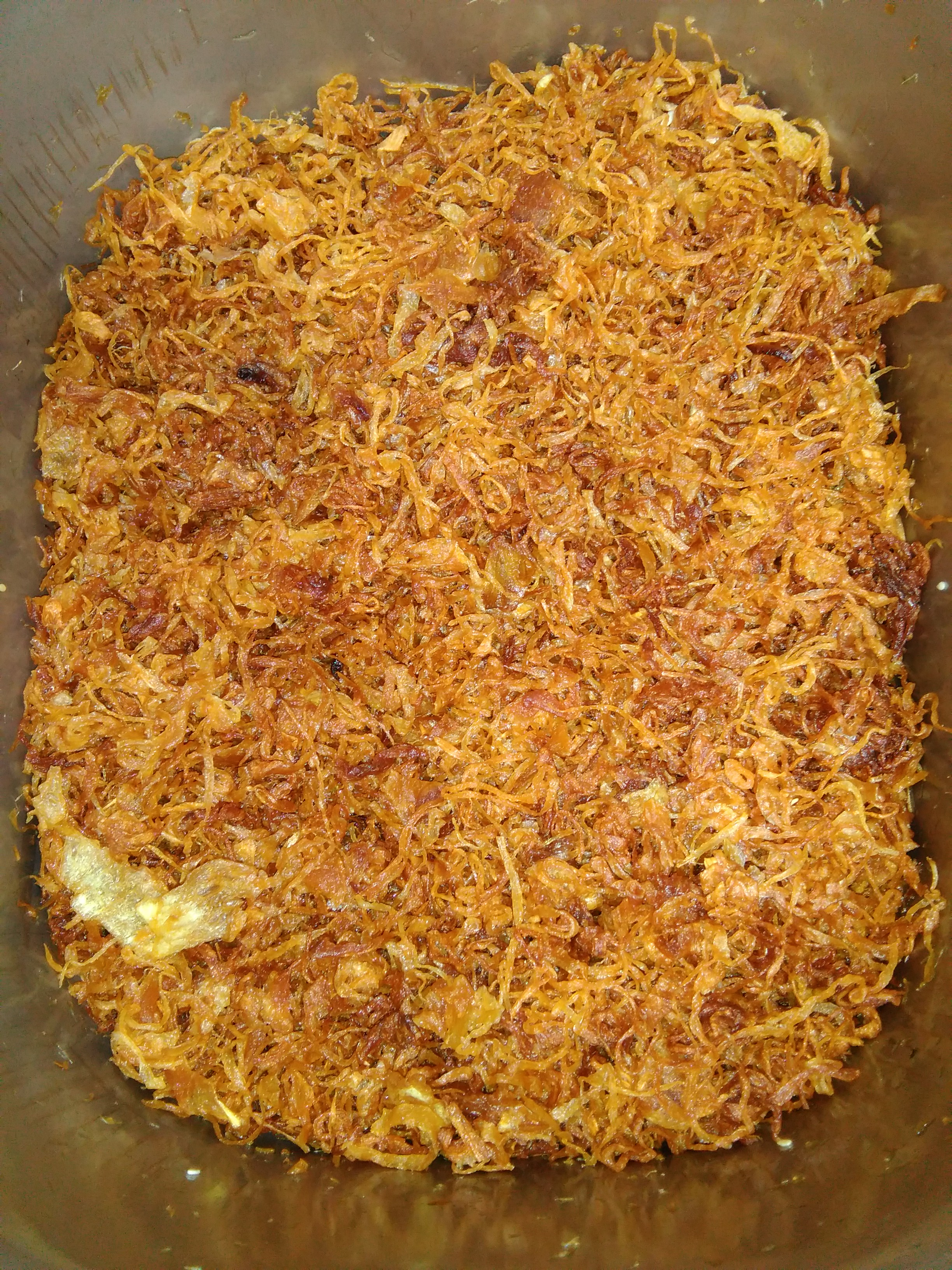
پیاز داغ ایرانی

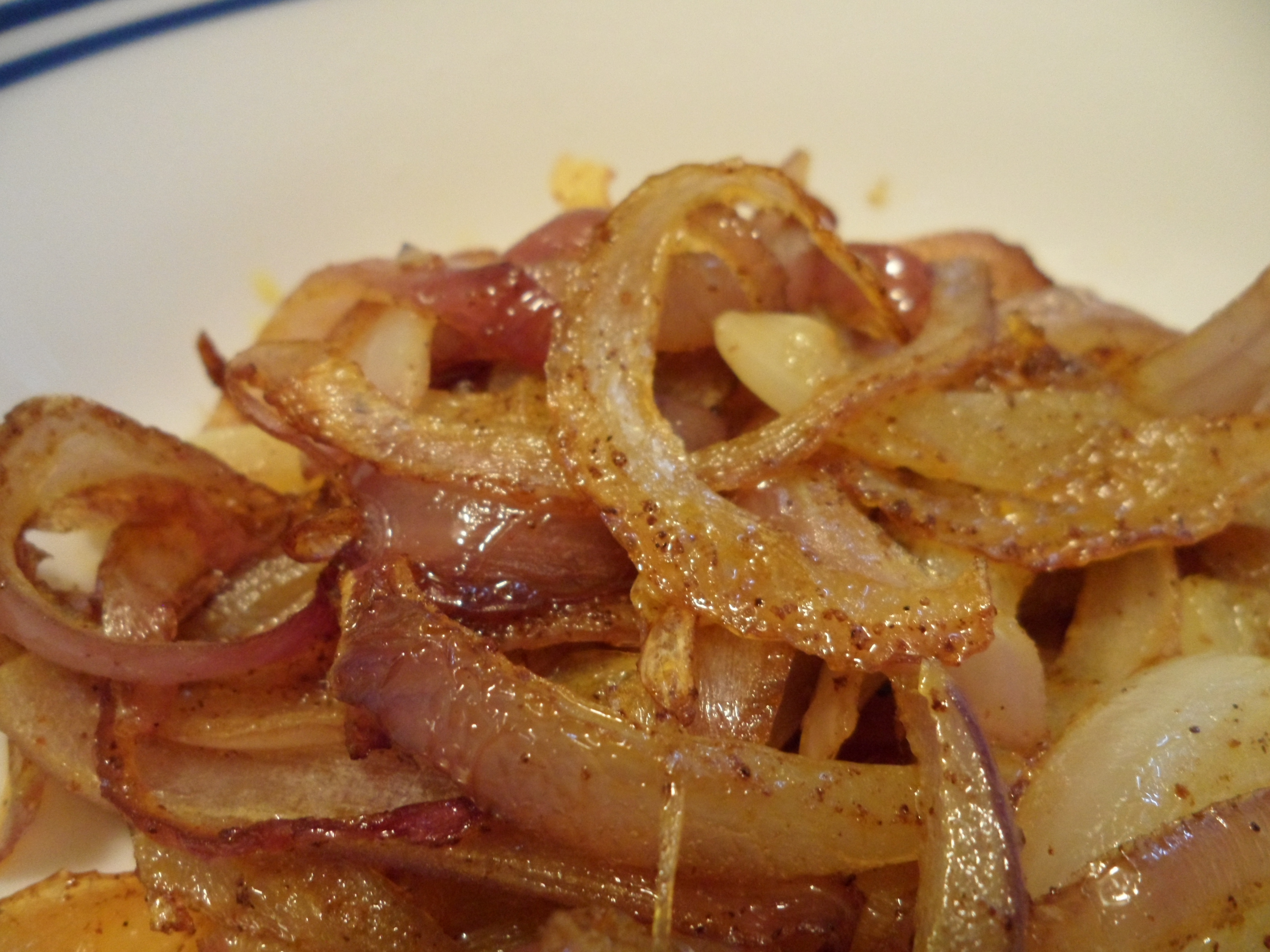
پیازداغ با چاشنی

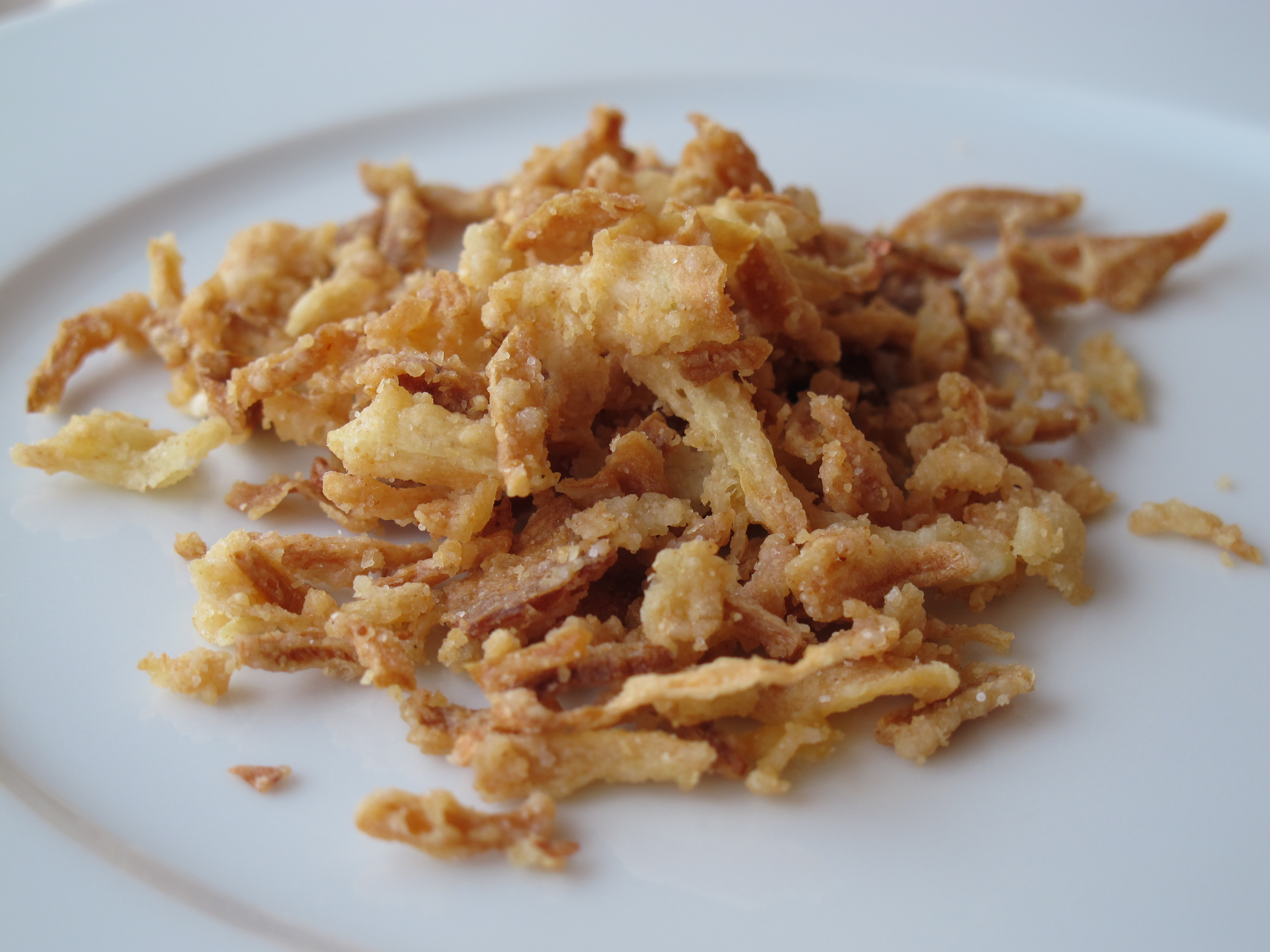
پیازداغ فرانسوی

پیازداغ یا پیاز سرخ‌کرده یکی از چاشنی‌ها و از عناصر اصلی غذاهای ایرانی است که در اغلب غذاهای ایرانی استفاده می‌شود. پیاز داغ علاوه بر تأثیر بر رنگ و بوی غذا، طعم دلپذیری نیز به آن می‌دهد. آش رشته و عدسی از جمله غذاهایی هستند که با این چاشنی مصرف می‌شوند.

## دستور طبخ
برای درست کردن پیاز داغ چند پیاز را پوست کنده و خلال می‌کنند.
پیاز را روی حرارت ملایم در روغن تفت می‌دهند تا طلایی شود. سپس روغن آن را می‌گیرند و خنک می‌کنند، زمان تقریبی درست کردن آن هم بین ۳۰ الی ۴۵ دقیقه طول می‌کشد.